# 1614
1614 (MDCXIV) fue un año común comenzado en miércoles según el calendario gregoriano.

## Acontecimientos
- 3 de febrero: en el palacio de Louvre se representa el ballet Don Quichotte dansé par Mme. Sautenir.
- 5 de abril: en Virginia (Estados Unidos), la amerindia Pocahontas (1595-1617) se casa con el colono inglés John Rolfe (quien cambia el nombre de ella a «Lady Rebecca Rolfe»); se mudan a Londres, donde ella fallecerá a los 21 años.
- 24 de abril: en Roma, el papa Paulo V beatifica a Santa Teresa de Jesús.
- 4 de mayo: en el océano Atlántico, a unos 30 km al sur de la isla Terceira (38°24′N 27°00′O / 38.4, -27, en las islas Azores, a 1550 km al oeste de Lisboa), a las 17:00 (hora local) un terremoto de 11 grados en la escala de Mercalli (de 12 grados) destruye la mayor parte de las casas (de adobe).
- En Alpuente se descubre una talla en madera policromada, que resulta ser la más antigua de la Comunidad Valenciana.
- En España, Alonso Fernández de Avellaneda publica un Quijote apócrifo, llamado Segundo tomo del ingenioso hidalgo don Quijote de la Mancha.
- En el actual estado de Nueva York (Estados Unidos) se funda la aldea de Albany, que más tarde será la capital del estado.
- Última reunión del parlamento francés hasta la convocatoria de los Estados Generales en 1789 por Luis XVI durante la Revolución francesa.

## Arte y literatura
- Ben Jonson
  - La feria de San Bartolomé

## Nacimientos
- Francisco Ricci, pintor español.
- Burnaz Atike Sultan,Princesa Otomana,Hija De Ahmed I Y Hermana Menor  de Murad IV Y Hermana Mayor de Ibrahim I(F.1675)
- Şehzade Kasim,Príncipe Otomano,Hijo De Ahmed I Y Hermano menor de Murad IV Y Hermano mayor de Ibrahim I,Mellizo De Burnaz Atike Sultan,(F.1638)
- Juan Carreño de Miranda, pintor español.
- Manuel Pereira, escultor portugués.
- 5 de enero: Leopoldo Guillermo, duque austríaco (f. 1662).

## Fallecimientos
- 2 de enero: Luisa de Carvajal y Mendoza, poetisa mística española (n. 1566).
- 2 de abril: Enrique I, duque de Montmorency, noble francés.
- 7 de abril: El Greco (Dominico Theotokópoulos), pintor español de origen griego.
- 21 de agosto: Erzsébet Báthory, condesa de Transilvania, supuesta asesina en serie (n. 1560).